# 弗拉基米尔·利沃夫
弗拉基米尔·尼古拉耶维奇·利沃夫（1897年—1942年），苏联红军中将，参加第一次世界大战和俄罗斯内战，1925年前往中国张家口，担任国民军第三军孙岳首席顾问。1941年参加苏德战争，任第51集团军军长，刻赤半島戰役期间在克里米亚因德军空袭而阵亡。